# Cupertino (Californie)
Pour l’article homonyme, voir Cupertino.
Cupertino est une municipalité américaine de l'État de Californie dans le comté de Santa Clara au sein de la Silicon Valley. 
Au recensement de 2010, Cupertino comptait 58 302 habitants, dont une majorité d'Asio-Américains. Cette ville est aussi connue pour abriter le siège social d'Apple.
Elle a donné son nom au Cupertino effect.

## Origine du nom
La ville est nommée en l'honneur de saint Joseph de Cupertino par le cartographe de l'explorateur espagnol Juan Bautista de Anza. Elle s'appelle alors St José de Cupertino, mais devient Cupertino quand un avocat et historien de San Francisco, John T. Doyle, appela ses vignes sur McClellan Road « Cupertino ».

## Histoire
La région de Cupertino est surtout résidentielle et portée sur l'industrie des nouvelles technologies, entraînant un niveau de vie très élevé. Les rues principales sont Stevens Creek Boulevard (est-ouest), et De Anza Boulevard (nord-sud). Cupertino s'est développée rapidement depuis les années 1960 et surtout depuis le boom de la Silicon Valley, au détriment des anciens vergers qui ont aujourd'hui disparu. Le plan d'urbanisation s'inspire de celui de Master Plano dans le Maryland, avec ces avenues principales, et reste avant tout très accessible aux piétons.
Depuis 1955, le but principal de la municipalité a été de développer un centre-ville attractif.

## Économie
Cupertino est une des villes revendiquant le titre de « cœur » de la Silicon Valley. Beaucoup d'entreprises de semi-conducteurs et d'informatique y ont été fondées. Le quartier général d'Apple, Apple Park y est également situé à l’adresse 1 Apple Park Way. C’est un campus de 260 000 m2 se trouvant à côté de celui de Hewlett-Packard. L’ancien siège, Apple Campus (encore utilisé aujourd’hui), se trouve quant à lui dans un complexe appelé « Infinite Loop » constitué d’un Apple Store et de six bâtiments (Infinite Loop 1 à 6). On compte également d'autres entreprises comme Trend Micro, Lab126, Packeteer, Chordiant et Portal Software. Plus de soixante grandes entreprises dans les nouvelles technologies ont des bureaux à Cupertino, comme Hewlett-Packard, IBM, MySQL et Sun Microsystems. La majorité se sont installées sur De Anza Boulevard, Cali Mill Plaza et Bubb Road.

## Démographie
| Groupe                             | Cupertino      | Californie   | États-Unis  |
| ---------------------------------- | -------------- | ------------ | ----------- |
| Asiatiques, dont : Chinois Indiens | 63,8 28,4 22,6 | 13,1 3,4 1,4 | 4,8 1,1 0,9 |
| Blancs                             | 31,3           | 57,6         | 72,4        |
| Métis                              | 3,4            | 4,9          | 2,9         |
| Afro-Américains                    | 0,6            | 6,2          | 12,6        |
| Amérindiens                        | 0,2            | 1,0          | 0,9         |
| Océaniens                          | 0,1            | 0,4          | 0,2         |
| Autres                             | 1,2            | 17,0         | 6,2         |
| Total                              | 100            | 100          | 100         |
|                                    |                |              |             |
| Latino-Américains                  | 3,6            | 37,6         | 16,7        |

Selon l'American Community Survey, pour la période 2011-2015, 36,98 % de la population âgée de plus de 5 ans déclare parler anglais à la maison, alors que 25,03 % déclare parler une langue chinoise, 6,77 % l'hindi, 3,03 % le coréen, 2,46 % le japonais, 2,39 % l'espagnol, 1,59 % le persan, 0,92 % le russe, 0,89 % l'hébreu, 0,88 % le tagalog, 0,82 % le vietnamien, 0,74 % le gujarati, 0,53 % l'ourdou, 4,46 % une langue indienne, 9,37 % une autre langue asiatique et 3,45 % une autre langue.
| 1960  | 1970   | 1980   | 1990   | 2000   | 2010   |
| ----- | ------ | ------ | ------ | ------ | ------ |
| 3 664 | 17 895 | 34 297 | 40 263 | 50 546 | 58 302 |

## Jumelages
- Copertino (Italie)
- Hsinchu (Taïwan)
- Toyokawa (Japon)
- Bhubaneswar (Inde)
- Yueyang (Chine)

## Transport
La ville est desservie par un système d'autoroutes : deux freeways, la Route 85 et l’Interstate 280 se rencontrent à Cupertino. Comme dans n'importe quelle banlieue de Californie, les boulevards de la ville sont très larges et bien entretenus. Seules les routes entretenues par le comté de Santa Clara sont dans un état plus moyen. Quelques embouteillages se forment aux heures de pointe (de 17 h à 19 h), notamment au croisement d'Anza Boulevard et de l’Interstate 280.
Cupertino dispose de pistes cyclables sur ses boulevards utilisées par de nombreux cyclistes. En 2009, Cupertino inaugure le pont pédestre sur la Mary Avenue, le premier pont suspendu destiné aux cyclistes au-dessus d'une autoroute californienne, pour un coût de 14 millions de dollars. Le pont connecte la section Nord et Sud du Stevens Creek Trail.
La ville est desservie par le train depuis la gare de Diridon (San José) jusqu'à San Francisco par le caltrain. Cependant, la ville n'est pas desservie par un service de tramways comme ses voisines Campbell et San José. La Santa Clara Valley Transportation Authority ne propose qu'un service de bus.